# Гетоев, Хаджиомар Ельбиздикоевич
 Хаджи Омар (Николай Харитонович) Гетоев (1884—1918) — профессиональный революционер, участник гражданской войны на Кавказе и в Восточной Сибири, участник установления Советской власти в Канском уезде Енисейской губернии.

## Биография
Родился в с. Махчески Владикавказского округа в 1884 г. Участвовал в революционных событиях в 1905 г. 29 апреля 1911 г.  Кавказский военно-окружной суд приговорил Гетоева к ссылке и каторге в Сибири за участие в деятельности антиправительственного сообщества. Первоначально Гетоев жил в Абане, затем в деревне Кондратьево Туруханского края, затем в с. Рыбное на Ангаре, с 1916 г. — в г. Канске.
После Февральской революции — начальник Канской Рабоче-крестьянской милиции (1917—1918 гг.), командир Красной Гвардии в Асеевской и Шеломковской волостях. В декабре 1917 г. участвовал в подавлении восстания юнкеров в Иркутске. Воевал против отрядов атамана Семёнова, участвовал в обороне Иркутска от чехов и белогвардейцев.
После свержения Советской власти Гетоев сформировал партизанский отряд, который действовал в Уярской волости Канского уезда, используя в качестве базы разъезд Громадский. Гетоев встретил радушную поддержку среди переселенцев-латышей, проживавших в окрестных посёлках.
В 1918 г. отряд Гетоева отправился через Монголию в Туркестан на соединение с силами Туркестанской советской республики, но попал в засаду. Раненый Гетоев был пленён, подвергнут пыткам и 26 октября казнён.

## Память
В честь Гетоева названа улица в г. Канске.

## Сноски
1. ↑  http://www.krskstate.ru/dat/bin/atlas_let_attach/1010_graghd_voyna.pdf Архивная копия от 22 мая 2012 на Wayback Machine  А. В. Мармышев, А. Г. Елисеенко. Гражданская война в Енисейской губернии. Красноярск: изд-во ООО "Версо", 2008. - с. 100.